# Prophet (banda)
Prophet fue una banda de rock estadounidense formada en Nueva Jersey. La última alineación consistió en Russell Arcara (voz), Dave DiPietro (guitarra), Ken Dubman (guitarra), Scott Metaxas (bajo), Joe Zujkowski (teclados) y Jim Callahan (batería). Sin embargo, la banda experimentó muchos cambios en su alineación. Su estilo era el rock progresivo y el AOR, similar al de bandas como Giuffria, Journey o FM. La canción "Sound of a Breaking Heart" logró cierta difusión en su país natal.

## Miembros
- Ken Dubman - guitarra (1985-1991, 2012)
- Scott Metaxas - bajo (1985-1991, 2012)
- Joe Zujkowski - teclados (1985-1991; fallecido)
- William Runco - guitarra (1985)
- Bob Butterfield - batería (1985)
- Marc Hoffman - voz (1985)
- Dean Fasano - voz (1985-1987; fallecido)
- Ted Poley - batería (1985-1987)
- Russell Arcara - voz (1987-1991, 2012)
- Michael Sterlacci - batería (1987-1991)
- Dave DiPietro - guitarra (1991)
- Jim Callahan - batería (1991, 2012)
- Bill Dellicato - teclados (2012)

## Discografía
- 1985: Prophet (Total Experience Records)
- 1988: Cycle of the Moon (Megaforce)
- 1991: Recycled (Halycon Records)